# Manuela Vanegas
Manuela Vanegas Cataño (Copacabana, Antioquia, 9 de noviembre de 2000) es una futbolista colombiana. Conocida como "Manu", actualmente es jugadora de Real Sociedad.

## Biografía
Nacida en Colombia, es hija de Gloria Patricia Cataño y Héctor Javier Vanegas. Tiene un hermano cuyo nombre es Frank. Desde los cinco años se inició en la práctica deportiva a través de su padre, quien le contagió su afición al fútbol a muy temprana edad.  
Realizó sus estudios en la Institución Educativa San Luis Gonzaga.  
En 2020 se trasladó a España tras el fichaje con el RCD Espanyol de Barcelona.

## Trayectoria
Manuela Vanegas comenzó jugando de portera en el microfútbol. Como muchas chicas jóvenes, se inició entrenando y jugando en la liga masculina. En su caso fue con el Club Escuela de Fútbol de Copacabana y con el equipo Cefuco de Copacabana, con el que participó en diversos torneos interrbarriales y municipales.

#### Club Deportivo Formas Intimas
Llegó a este club en 2012 y allí realizó toda su trayectoria formativa, disputando varios torneos nacionales y departamentales. Jugó en el Torneo de Pony Fútbol representando a la localidad de Antonio Nariño. Al año siguiente, en 2013, volvió a participar en la posición de portera, ganando el torneo y siendo premiada al ser quien recibió un menor número de goles. Entonces la entrenaba Sandra Sepúlveda a quien Vanegas admiraba, pues según ella era «Una persona increíble, alguien más que entrenadora, se convirtió en mi amiga y consejera. Era un orgullo inmenso ser entrenada por alguien que admiras tanto y consideras ídola, pocos tienen ese privilegio».
Se convirtió en la futbolista más joven en disputar la Copa Libertadores. Con apenas 13 años debutó como portera en sustitución de Sandra Sepúlveda tras su expulsión del partido.
Fue elegida para la Selección de Antioquia y logró ser campeona en los tres años de categoría prejuvenil de 2013 a 2015. También en 2015 fue campeona juvenil y de los Juegos Nacionales.

#### Envigado FC
Este club presentó al primer equipo de fútbol profesional femenino de Antioquia, en Alianza con el Club Deportivo Formas Íntimas, que aporta la cantera como base. En la temporada 2017-2018 Vanegas debutó como jugadora profesional en la posición de defensa, destacándose por ser una de las jugadoras de menor edad, titular indiscutible del primer equipo.
En la segunda edición de la liga femenina de fútbol, el 6 de mayo de 2018 Envigado perdió un partido frente al Atlético Nacional 2-1. La derrota pudo ser peor, sin la actuación de Vanegas. La futbolista de 17 años tuvo que reemplazar en el arco a la portera -expulsada en el encuentro- y para sorpresa del público atajó un penalti, convirtiéndose así en la primera jugadora en parar un penalti en la liga.

#### Atlético Huila
Llegó a Neiva en 2018 para integrarse en el Atlético Huila y reforzar la plantilla, de cara a la preparación de la Copa Libertadores Femenina. En octubre de ese año sufrió la fractura del quinto metatarsiano del pie izquierdo y esa lesión le impidió jugar la copa.

#### Deportivo Independiente Medellín
Participó en la Liga Profesional Femenina en 2019 con el Deportivo Independiente Medellín-Formas Íntimas (DIM-FI), siendo este club el favorito de Vanegas. Cumplió uno de sus sueños más anhelados, ya que la defensa central siempre llevó los colores de este equipo en su corazón. En esta temporada se consolidó como una de las jugadoras más importantes del equipo, aún a su corta edad y siendo considerada una de las futbolistas con más proyección en Colombia. El DIM-FI terminó siendo Subcampeón ese año.

#### RCD Espanyol
La deportista fichó en 2020 por el equipo español. Llegó como refuerzo dispuesta a aportar todo en la cancha para salir de la mala racha del club que la futbolista conoce.

## Selección nacional
En febrero de 2016 fue convocada por vez primera por la selección de Colombia sub-17, con vistas a participar en el Campeonato Sudamericano Femenino Sub-17 en Venezuela. Marcó su primer gol con la tricolor en un partido frente a Paraguay.
- Campeonato Sudamericano Sub-17, cuarto lugar (2016)
- Campeonato Sudamericano FUTSAL Sub-20  Subcampeona (2016)

- Campeona Sub-20, en los Juegos Bolivarianos en Santa Marta (2017)
- Medalla de Plata en los Juegos ODESUR Cochabamba (2018)
- Campeonato Sudamericano Sub-20 Tercer puesto (2018)
- Juegos Centroamericanos y del Cáribe 2018, Barranquilla (Colombia)
- Medalla de Oro en los Juegos Panamericanos Lima (2019)

El 3 de julio de 2022 fue convocada por el técnico Nelson Abadía para la Copa América Femenina 2022 que se realizó en Colombia.

### Participaciones en Copa América
| Copa                       | Sede     | Resultado     | Partidos | Goles |
| -------------------------- | -------- | ------------- | -------- | ----- |
| Copa América Femenina 2018 | Chile    | Cuarto lugar  |          |       |
| Copa América Femenina 2022 | Colombia | Segundo lugar |          |       |

#### Goles internacionales
| N.º | Fecha                 | Sede                                                 | Rival     | Marcador | Resultado | Competición                               |
| --- | --------------------- | ---------------------------------------------------- | --------- | -------- | --------- | ----------------------------------------- |
| 1   | 21 de julio de 2018   | Estadio Moderno Julio Torres, Barranquilla, Colombia | Venezuela | 2–0      | 3–2       | Juegos Centroamericanos y del Cáribe 2018 |
| 2   | 3 de agosto de 2019   | Estadio San Marcos, Lima, Perú                       | México    | 2–0      | 2–2       | Juegos Panamericanos                      |
| 3   | 23 de octubre de 2021 | Estadio Pascual Guerrero, Cali, Colombia             | Chile     | 2–0      | 2–0       | Amistoso                                  |
| 4   | 8 de julio de 2022    | Estadio Pascual Guerrero, Cali, Colombia             | Paraguay  | 4–1      | 4–2       | Copa América Femenina 2022                |
| 5   | 20 de julio de 2022   | Estadio Pascual Guerrero, Cali, Colombia             | Chile     | 3–0      | 4–0       | Copa América Femenina 2022                |
| 6   | 11 de octubre de 2022 | Estadio Pascual Guerrero, Cali, Colombia             | Paraguay  | 2–0      | 4–0       | Amistoso                                  |
| 7   | 30 de julio de 2023   | Estadio de Sídney, Sídney                            | Alemania  | 2-1      | 2-1       | Copa Mundial Femenina de 2023             |
| 8   | 21 de febrero de 2024 | Snapdragon Stadium, San Diego, Estados Unidos        | Panamá    | 4–0      | 6-0       | Copa Oro Femenina                         |

### Clubes
| Club                   | País     | Año           |
| ---------------------- | -------- | ------------- |
| Formas Íntimas         | Colombia | 2016          |
| Envigado F.C.          | Colombia | 2017 - 2018   |
| Atlético Huila         | Colombia | 2018          |
| Independiente Medellín | Colombia | 2019          |
| RCD Espanyol           | España   | 2020-2021     |
| Real Sociedad          | España   | 2021-presente |

## Palmarés

### Títulos nacionales
| Título                       | Club                | País     | Año  |
| ---------------------------- | ------------------- | -------- | ---- |
| Juegos Deportivos Nacionales | Selección Antioquia | Colombia | 2019 |

## Palmarés

### Títulos internacionales
| Título               | Equipo                                | Sede     | Año  |
| -------------------- | ------------------------------------- | -------- | ---- |
| Juegos Bolivarianos  | Selección femenina Sub-20 de Colombia | Colombia | 2017 |
| Juegos Panamericanos | Selección femenina de Colombia        | Perú     | 2019 |

### Premios individuales
- Jugadora más joven en participar en la Copa Libertadores (13 años)[9]
- Defensa del año por los premios Fémina (2019)[9]